# Antoine Bangui-Rombaye
Antoine Bangui-Rombaye, né en 1933 à Bodo dans la province du Logone Oriental est un homme politique et écrivain tchadien.

## Biographie
Né en 1933 à Bodo dans le sud du Tchad, Antoine Bangui-Rombaye est un écrivain et homme politique tchadien. Entre 1962 et 1972, Bangui a été membre du gouvernement et ministre des Affaires étrangères. Cependant, il est tombé en disgrâce auprès du président François Tombalbaye et a été emprisonné de 1972 à 1975. Il a publié le récit de son emprisonnement dans son ouvrage Prisonnier de Tombalbaye, en 1980. Vient ensuite un roman autobiographique, Les Ombres de Koh (1983). Bangui a été candidat à l'élection présidentielle de 1996 et est devenu chef du Mouvement pour la reconstruction nationale du Tchad (MORENAT), un parti politique agréé.
En mai 1999, il publie un ouvrage intitulé Tchad : élections sous contrôle (1996-1997)  (ISBN 2-7384-7331-8), une critique cinglante de l’état du pays sous Idriss Déby.